# Calliphora montana
Calliphora montana är en tvåvingeart som först beskrevs av Shannon 1926.  Calliphora montana ingår i släktet Calliphora och familjen spyflugor. Inga underarter finns listade i Catalogue of Life.